# Polish Open 2021
Die Polish Open 2021 im Badminton fanden vom 25. bis zum 28. März 2021 in Gniezno statt.

## Sieger und Platzierte
| Disziplin    | Gold                          | Silber                              | Bronze                                |
| ------------ | ----------------------------- | ----------------------------------- | ------------------------------------- |
| Herreneinzel | Ng Tze Yong                   | Pablo Abián                         | Sholeh Aidil                          |
| Herreneinzel | Ng Tze Yong                   | Pablo Abián                         | Leong Jun Hao                         |
| Dameneinzel  | Kristin Kuuba                 | Tanya Hemanth                       | Sri Krishna Priya Kudaravalli         |
| Dameneinzel  | Kristin Kuuba                 | Tanya Hemanth                       | Gayle Mahulette                       |
| Herrendoppel | Man Wei Chong Tee Kai Wun     | Chang Yee Jun Chia Wei Jie          | Miłosz Bochat Adam Cwalina            |
| Herrendoppel | Man Wei Chong Tee Kai Wun     | Chang Yee Jun Chia Wei Jie          | Robert Cybulski Przemyslaw Szydlowski |
| Damendoppel  | Bengisu Erçetin Nazlıcan Inci | Zuzanna Jankowska Anastasia Khomich | Johanna Magnusson Clara Nistad        |
| Damendoppel  | Bengisu Erçetin Nazlıcan Inci | Zuzanna Jankowska Anastasia Khomich | Kati-Kreet Marran Helina Rüütel       |
| Mixed        | Choong Hon Jian Toh Ee Wei    | Nicolas A. Müller Ronja Stern       | Miłosz Bochat Wiktoria Adamek         |
| Mixed        | Choong Hon Jian Toh Ee Wei    | Nicolas A. Müller Ronja Stern       | Rodion Kargaev Viktoriia Vorobeva     |